# Theresia Rohner
Pour les articles homonymes, voir Rohner.
Theresia Rohner Mattmüller, née en 1954 à Herisau, commune du canton d'Appenzell Rhodes-Extérieures, est une militante suisse pour les droits des femmes qui a  obtenu, deux décennies après l'introduction du suffrage féminin au niveau fédéral, que le Tribunal fédéral impose le droit de vote des femmes dans le canton d'Appenzell Rhodes-Intérieures, en dépit de l'opposition majoritaire des hommes.  

## Biographie
Theresia Rohner Mattmüller vit en 1989 avec son mari et ses deux filles, et tient alors une échoppe de potière à Appenzell. 
En 1971, le suffrage féminin est introduit au niveau fédéral, mais certains cantons trainent à l'appliquer à leur niveau.
En avril 1989, avec le soutien de l’avocate saint-galloise Hannelore Fuchs, Theresia Rohner demande au gouvernement cantonal d'Appenzell Rhodes-Intérieures le droit de participer aux votations comme les hommes. En mai 1989, après le refus de l'exécutif, elle fait recours au Tribunal fédéral. Elle est alors rejetée par une majorité de la population qui la considère comme une « anarchiste » et fait l'objet de menaces et de harcèlement téléphonique.
Le Tribunal fédéral demande une nouvelle votation sur cette question. En 1990, les citoyens d'Appenzell Rhodes-Intérieures rejettent le suffrage féminin (pour la troisième fois, après 1973 et 1982). Il est le dernier canton suisse dans cette situation.
Deux nouvelles requêtes, l’une portée par 53 femmes et l’autre par 49 hommes, sont alors envoyées au Tribunal fédéral pour annuler la décision de la Landsgemeinde. En novembre 1990, à l’unanimité, le Tribunal fédéral juge la situation anticonstitutionnelle et oblige le canton à octroyer le droit de vote et d’éligibilité aux femmes,.
Une fois la décision acquise, le harcèlement misogyne redouble d'intensité : son échoppe se fait boycotter, elle est la cible de jets de pierres, la montée de la violence aboutit à une protection de la police. Celle-ci l’accompagnera lors de sa première Landsgemeinde.
Face au harcèlement et aux menaces reçues, Theresia Rohner finit par quitter le canton et s’installer dans l’Oberland bernois.